# شانون إيكستاين
شانون إيكستاين (بالإنجليزية: Shannon Eckstein)‏ هو متركمج أسترالي، ولد في 1983.

## وصلات خارجية
- الموقع الرسمي